# Fiserv
Fiserv, Inc. — міжнародна компанія з головним офісом у місті Брукфілд штату Вісконсин. Компанія є одним з найбільших постачальників послуг у галузі Інформаційних технологій.